# Kolumna Chrystusa Króla Wszechświata we Wrocławiu
Kolumna Chrystusa Króla Wszechświata we Wrocławiu, także Kolumna Milenijna – pomnik Chrystusa na placu Katedralnym we Wrocławiu, wzniesiony z okazji 1000-lecia biskupstwa wrocławskiego.
Kolumna z czarnego i różowego granitu, zwieńczona posągiem Chrystusa z brązu, który jest ukazany jako Chrystus Król (Christus Rex), ukoronowany tiarą. Projektantem pomnika był ks. Czesław Mazur, a posąg Chrystusa Króla został wykonany przez dolnośląskiego rzeźbiarza Janusza Kucharskiego. Kolumna została wzniesiona dla uczczenia tysiąclecia biskupstwa wrocławskiego i poświęcona przez legata papieskiego kardynała Edmunda Szoka 23 czerwca 2000 r. Na kolumnie znajduje się łaciński napis dedykacyjny: Clerus Dioecesanus et Religiosus Archidioecesis Wratislaviensis Memor Christi, Redemptoris Mundi. Pro Millenio Dioecesis Wratislaviensis. (Duchowieństwo diecezjalne i zakonne archidiecezji wrocławskiej ku pamięci Chrystusa, Odkupiciela świata. Na tysiąclecie diecezji wrocławskiej).

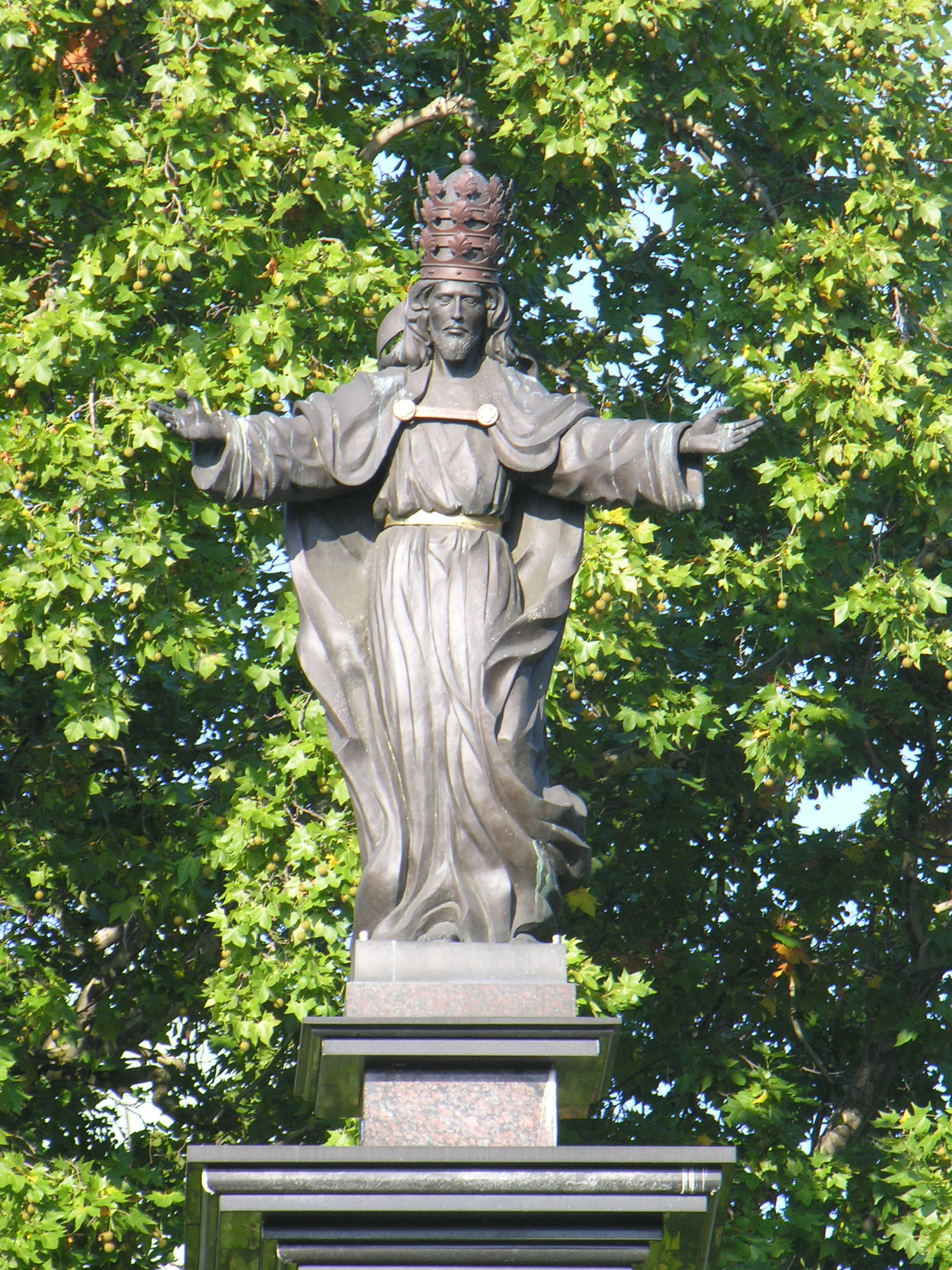
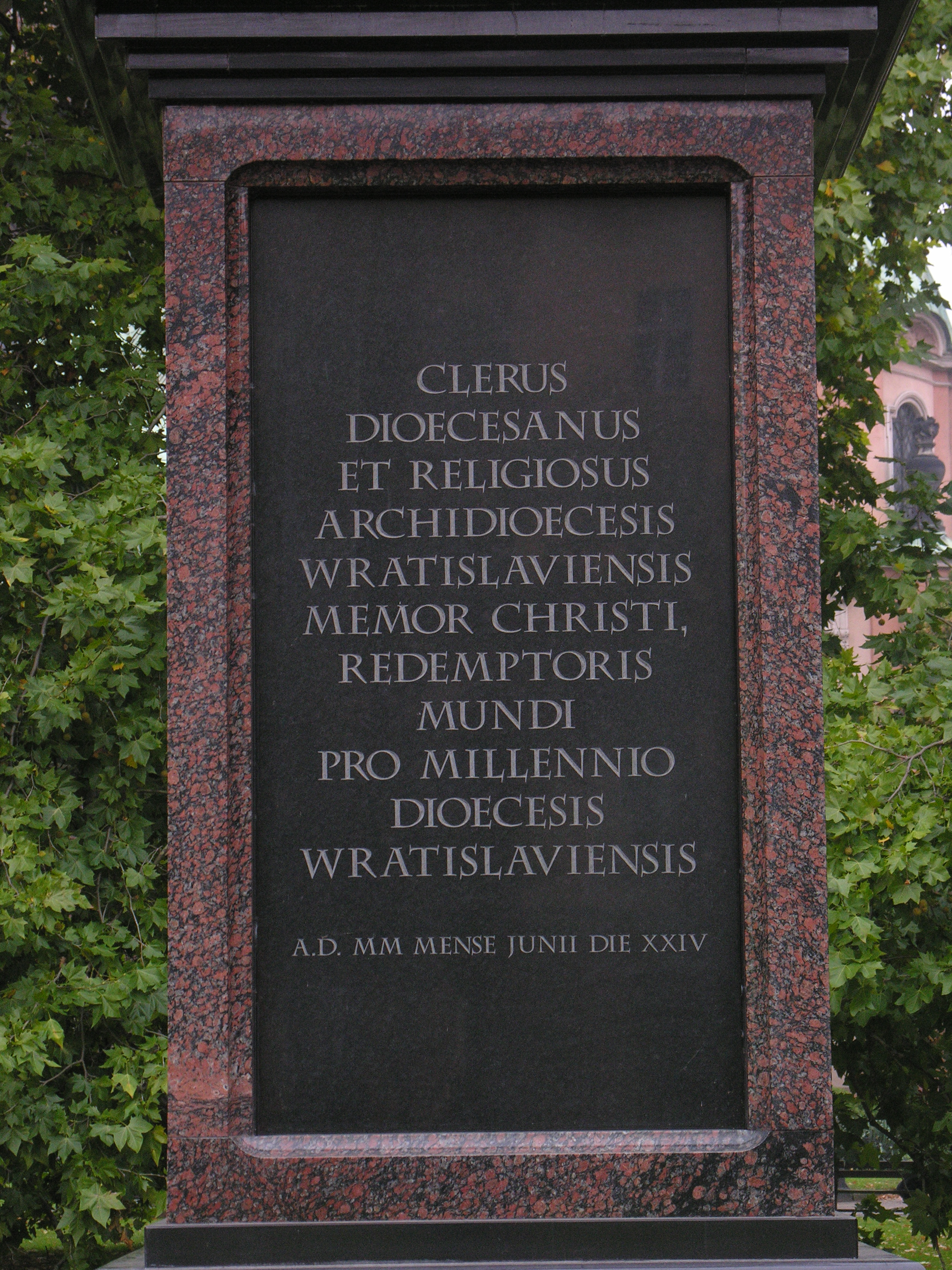
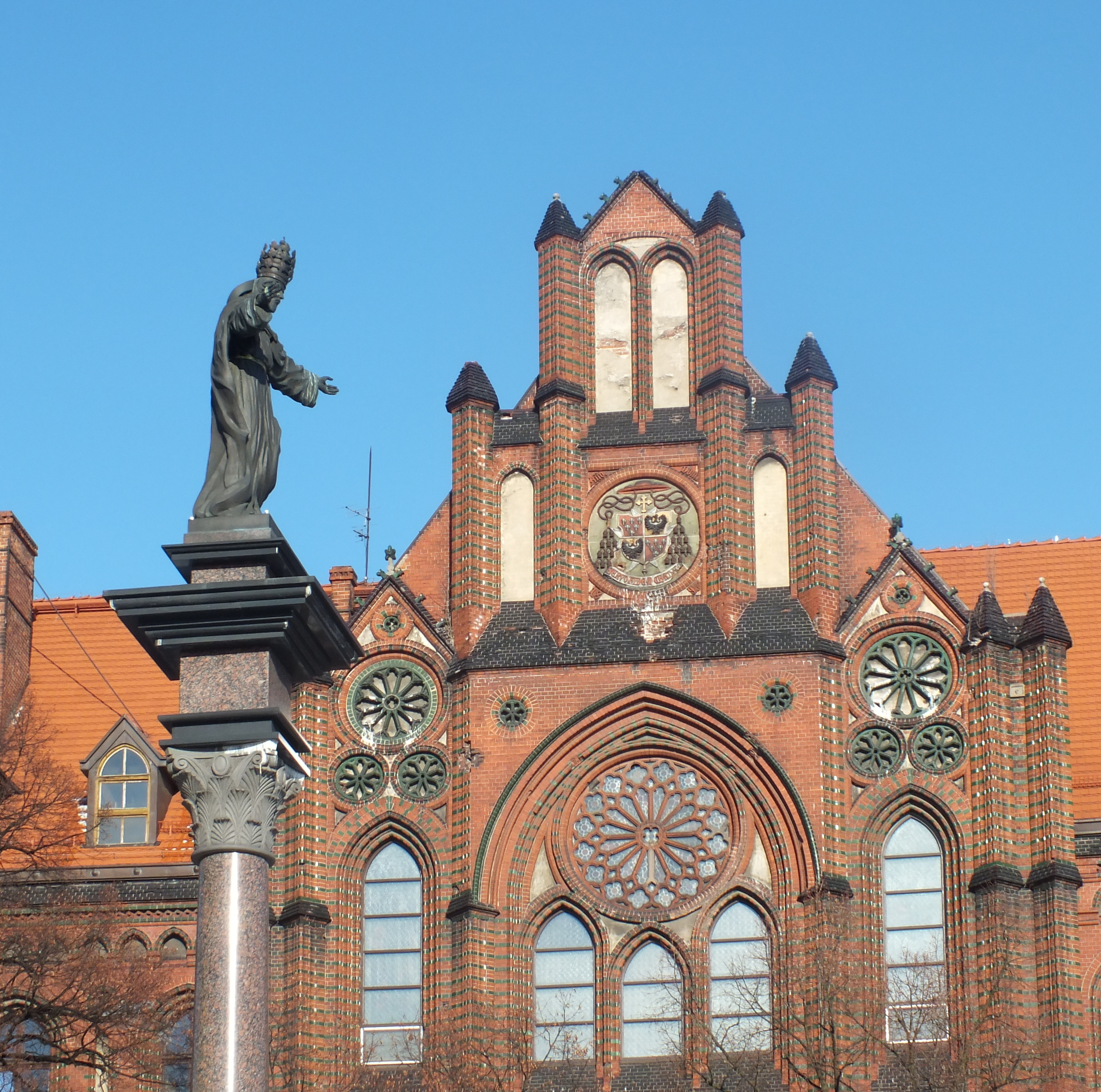